# The Desert's Crucible
The Desert's Crucible è un film muto del 1922 diretto da Roy Clements. Prodotto da Ben F. Wilson per la sua casa di produzione, aveva come interpreti Jack Hoxie (nel doppio ruolo di Jack e di Deerfoot), Claude Payton, Andrée Tourneur, Evelyn Nelson.

## Trama
Jack Hardy junior viene spedito nel West dal padre che intende, in questa maniera, fare di lui un "vero uomo". Lì, il giovanotto si innamora di miss Benson, la segretaria del ranch, ma non riesce ad avere troppo successo con lei. Schernito dalla ragazza, Jack, volendo dimostrare di non essere uno smidollato damerino dell'Est, ci si mette d'impegno, domando un cavallo intrattabile. E, quando la banda di Tex Fuller tenta di prenderlo ma, al suo posto viene colpito Deerfoot, il fratello mezzosangue, Jack non ha paura di rendere giustizia a Deerfoot, combattendo i banditi. Pur davanti a queste prove di indubbio coraggio del suo spasimante, miss Benson non pare venire con lui a più miti consigli: lei, infatti, non riesce a dimenticare la ragazza con la quale è fidanzato Jack là, nell'Est. Solo quando al ranch giunge anche Jack senior, con la notizia che si è fidanzato lui con la ragazza dell'Est, miss Benson finirà per cedere.

## Produzione
Il film fu prodotto dalla Ben Wilson Productions.

## Distribuzione
Il copyright del film, richiesto dalla Ben Wilson Productions, fu registrato il 1º marzo 1922 con il numero LP17589.

Distribuito dalla Arrow Film Corporation, il film uscì nelle sale statunitensi il 23 ottobre 1922.
La Syndicate Film Exchange ne distribuì il 1º ottobre 1930 una riedizione ridotta in 600 metri (2 rulli).
Copia completa della pellicola si trova conservata negli archivi della Cinémathèque Royale de Belgique di Bruxelles.